# درنغانة (نصروان)
درنغانة (بالفارسية: درنگانه) هي قرية تقع في إيران في البلدة المركزية. يقدر عدد سكانها بـ 772 نسمة .